# Helmut-Schmidt-Universität

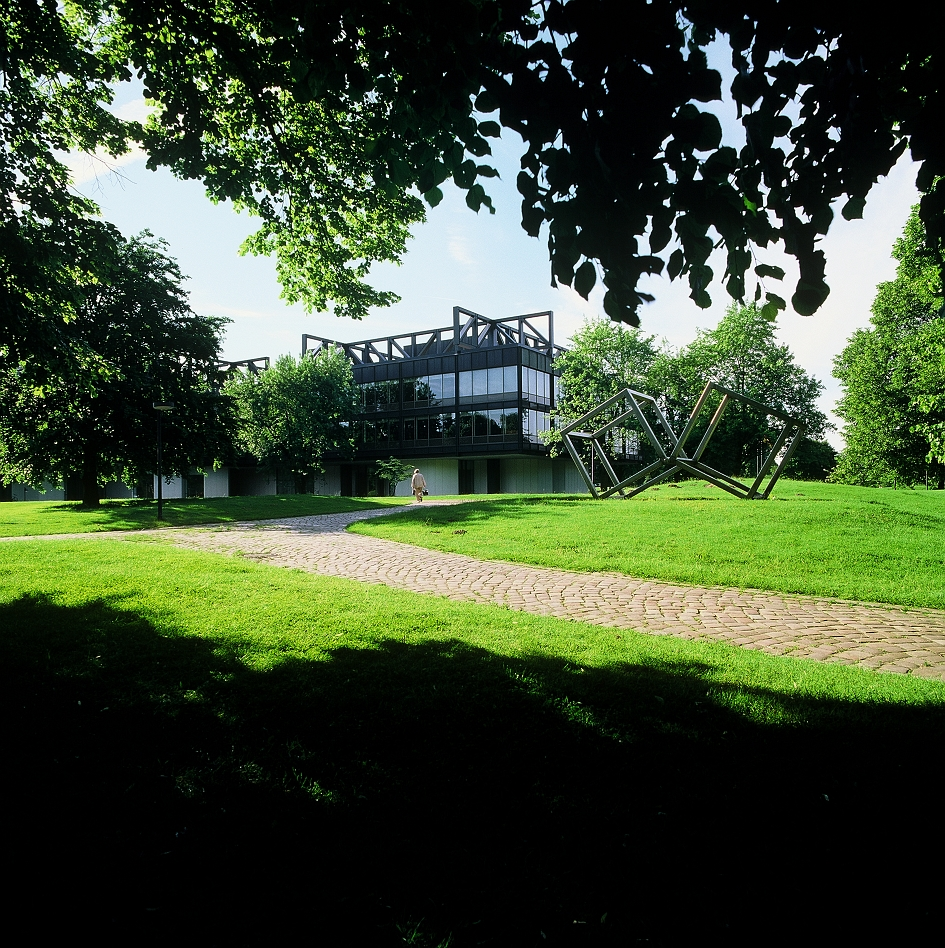
Universitetets huvudbyggnad.

Helmut-Schmidt-Universität, tidigare Universität der Bundeswehr, ligger i Hamburg och är ett av Bundeswehrs universitet.
1973 startades Bundeswehrs universitet i Hamburg under namnet Hochschule der Bundeswehr Hamburg. Universitetet är i allmänhet endast för officerare och officersaspiranter.
Helmut-Schmidt-Universität fick sitt nuvarande namn 2003 efter den tidigare tyska förbundskanslern Helmut Schmidt. Under Schmidts tid som försvarsminister kortades värnpliktstiden ner från 18 till 15 månader i Västtyskland och man beslöt om skapandet av Bundeswehruniversitet i Hamburg och München.